# Le Tour du monde en 80 jours (jeu vidéo)
Le Tour du monde en 80 jours (Around the World in 80 Days) est un jeu vidéo d'action-aventure développé par Saffire Corporation et édité par Thumbworks, édité par Hip Games, sorti en 2004 sur Game Boy Advance et téléphone mobile.
Il est basé sur le film du même nom sorti en 2004.

## Accueil
- GameSpot : 3,6/10 (mobile)[1]
- Game Boy Advance : 3,5/10 (GBA)[2] - 6,5/10 (mobile)[3]